# Seitaad
Seitaad – rodzaj zauropodomorfa żyjącego we wczesnej jurze na obecnych terenach Ameryki Północnej. Został opisany w 2010 roku przez Josepha Serticha i Marka Loewena w oparciu o niekompletny szkielet (UMNH VP 18040) obejmujący 11 kręgów tułowiowych, 16 szyjnych, obręcze barkowe, niemal kompletną lewą a fragmentaryczną prawą kończynę przednią, niekompletną kość miedniczną i lewą kończynę tylną oraz gastralia. Szczątki odnaleziono w złożach piaskowca u podstawy Navajo Sandstone, przy granicy z formacją Kayenta, na terenie Comb Ridge w hrabstwie San Juan w Utah. Szczątki innych wczesnojurajskich zauropodomorfów odkryte w osadach Navajo Sandstone przypisywano do rodzaju Anchisaurus, jednak hipoteza ta bywa kwestionowana.

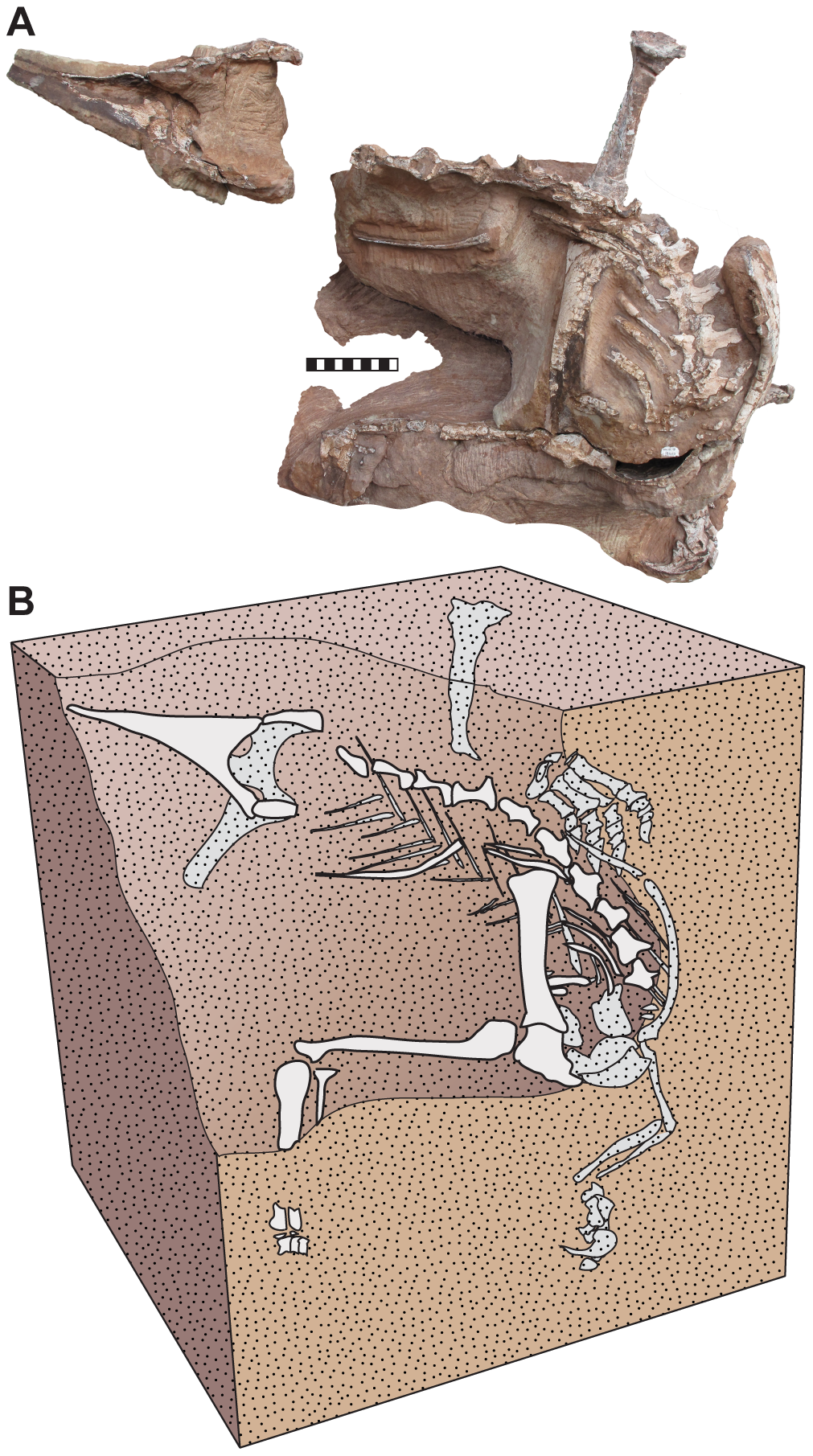
Pozycja szczątków Seitaad ruessi w piaskowcu

Holotyp Seitaad ruessi jest jednym z najbardziej kompletnych szkieletów kręgowców odkrytych w Navajo Sandstone. Osobnik prawdopodobnie zginął przed przysypaniem go przez osady. Seitad ruessi został uznany przez Serticha i Loewena za odrębny takson na podstawie kilku cech morfologicznych obręczy barkowej oraz kończyn przednich niewystępujących u innych zauropodomorfów. Analizy filogenetyczne przeprowadzone przez autorów sugerują, że Seitaad jest stosunkowo zaawansowanym prozauropodem, należącym do kladu Plateosauria, obejmującego m.in. plateozaury i bardziej zaawansowane zauropodomorfy, w tym zauropody. Niektóre analizy wspierały przynależność seitaada do Plateosauridae, jako takson bardziej zaawansowany niż koloradizaur, lecz bardziej bazalny od plateozaura i riochazaura. Inne sugerowały, że Seitaad należy do Massospondylidae jako rodzaj bardziej zaawansowany od masospondyla a siostrzany dla Adeopapposaurus. Z analizy kladystycznej przeprowadzonej przez Apaldetti i współpracowników (2011) wynika, że Seitaad nie należał do Plateosauridae ani Massospondylidae, lecz był taksonem siostrzanym do kladu Anchisauria (obejmującego m.in. rodzaje Anchisaurus i Melanorosaurus oraz zauropody).
Nazwa Seitaad pochodzi od nazwy mitycznego „piaskowego potwora” z folkloru Nawahów, który swoje ofiary grzebał w wydmach. Nazwa gatunkowa gatunku typowego honoruje Everetta Ruessa – artystę i przyrodnika, który w wieku 20 lat zaginął podczas badania południowych terenów Utah.